# 上石神井南町
上石神井南町（かみしゃくじいみなみちょう）は、東京都練馬区の町名。住居表示実施済み地区であり、「丁目」のない単独町名である。

## 地理
練馬区の南部に位置する地域。北部を上石神井、南部を杉並区上井草・関町南、東部を下石神井、西部を関町南と接する。

### 河川
- 千川上水 ｰｰｰ 街区北端に流路を形成していた。流路は千川通りとして形状を残す。

## 歴史

### 地名の由来

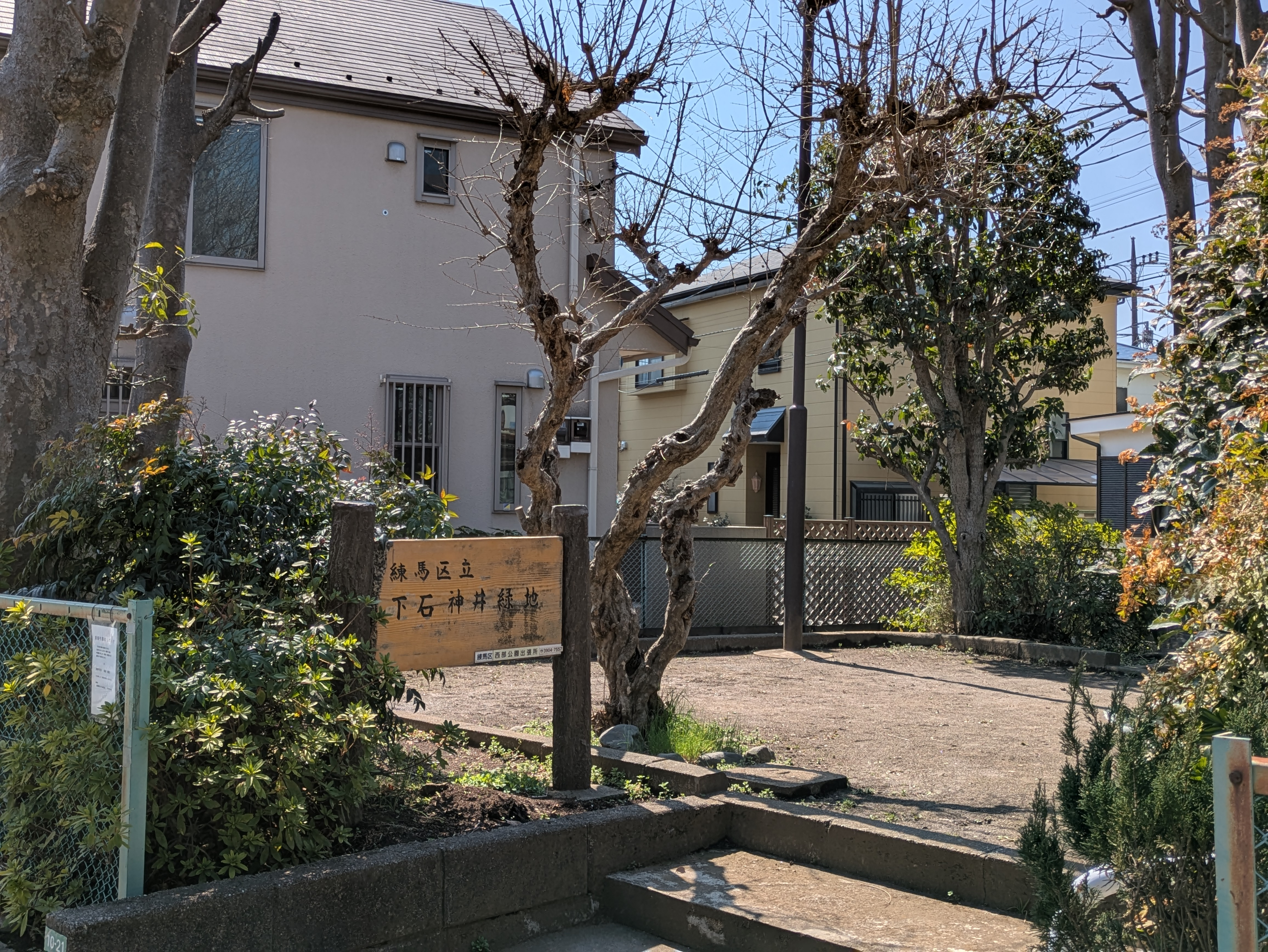
下石神井緑地(上石神井南町)

上石神井の南に位置することから。現行町名には上石神井とあるが、上石神井村ではなく下石神井村の一部であった。現在緑地の名称として存在するのはその為。

### 沿革
- 江戸時代は武蔵国豊島郡下石神井村のうち、小名原久保の千川上水南側に相当。[5]
- 1889年（明治22年）5月1日 - 町村制施行により東京府北豊島郡石神井村大字下石神井字原久保。
- 1932年（昭和7年）10月1日 - 東京府東京市板橋区下石神井一丁目の一部となる。[6]
- 1947年（昭和22年）8月1日 - 練馬区が板橋区より独立し、東京都練馬区下石神井一丁目となる。
- 1984年（昭和59年）6月1日 - 住居表示の実施により、東京都練馬区上石神井南町となる。この際に旧・上石神井一丁目および関町一丁目のごく一部を編入して境界整理を行った。

## 世帯数と人口
2025年（令和7年）4月1日現在（練馬区発表）の世帯数と人口は以下の通りである。
- 世帯数 : 1,200世帯
- 人口 : 2,334人

### 人口の変遷
国勢調査による人口の推移。
| 年                 | 人口  |
| ------------------ | ----- |
| 1995年（平成7年）  | 1,971 |
| 2000年（平成12年） | 1,973 |
| 2005年（平成17年） | 2,022 |
| 2010年（平成22年） | 2,081 |
| 2015年（平成27年） | 2,082 |
| 2020年（令和2年）  | 2,166 |

### 世帯数の変遷
国勢調査による世帯数の推移。
| 年                 | 世帯数 |
| ------------------ | ------ |
| 1995年（平成7年）  | 830    |
| 2000年（平成12年） | 854    |
| 2005年（平成17年） | 910    |
| 2010年（平成22年） | 970    |
| 2015年（平成27年） | 958    |
| 2020年（令和2年）  | 1,061  |

## 学区
区立小・中学校に通う場合、学区は以下の通りとなる（2022年7月現在）。
- 区域 : 全域
  - 小学校 : 練馬区立上石神井小学校
  - 中学校 : 練馬区立上石神井中学校

## 交通

### 鉄道
| 隣接する街区の駅                                 |
| ------------------------------------------------ |
| 西武新宿線 - 上石神井駅(SS 13) - 上井草駅(SS 12) |

### バス
- 西武バス上石神井営業所が存在。近隣路線を運行。
- 関東バス青梅街道営業所が存在。近隣路線を運行。

## 事業所
2021年（令和3年）現在の経済センサス調査による事業所数と従業員数は以下の通りである。
- 事業所数 : 32事業所
- 従業員数 : 493人

### 事業者数の変遷
経済センサスによる事業所数の推移。
| 年                 | 事業者数 |
| ------------------ | -------- |
| 2016年（平成28年） | 22       |
| 2021年（令和3年）  | 32       |

### 従業員数の変遷
経済センサスによる従業員数の推移。
| 年                 | 従業員数 |
| ------------------ | -------- |
| 2016年（平成28年） | 417      |
| 2021年（令和3年）  | 493      |

## 施設
- ハルナギタースタジオ - ギタリストの萩原健也が経営するスタジオ。
- 関町ローンテニスクラブ
- 上井草ゴルフセンター
- 関東バス 立野橋車庫

## その他

### 日本郵便
- 郵便番号 : 177-0043[3]（集配局 : 石神井郵便局[16]）。